# 聯合車站 (沃波爾)
沃波爾站（英語：Walpole Station），又名聯合車站（Union Station），是美國麻省波士頓通勤鐵路弗蘭克林線的車站，位處沃波爾市中心近榆树街和主街。沃波爾站呈維多利亞式設計，於1883年建成，曾是老殖民地铁路和纽约及新英格兰铁路的車站。沃波爾站於2016年被列入《美國國家史蹟名錄》。

## 歷史

### 諾福克縣鐵路
1846年4月16日，沃波爾鐵路被提議興建，連接沃波爾和戴德姆，並與波士頓及普羅維登斯鐵路的戴德姆支線連接。翌年4月24日，諾福克縣鐵路被提議興建，連接沃波爾和黑石，並取代興建沃波爾鐵路的計劃。連接沃波爾和戴德姆的諾福克縣鐵路於1849年4月23日通車，而沃波爾至黑石一段亦在同年5月16日通車。諾福克縣鐵路的沃波爾站位處東街和格伦伍德大道交界，市鎮公園的北面。
1855年，沃波爾站開始設有前往波士頓的列車班次，1867年前往波士頓的班次成為常規班次。1875年，經幾次易手後，沃波爾站改由紐約及新英格蘭鐵路接管。

### 聯合車站

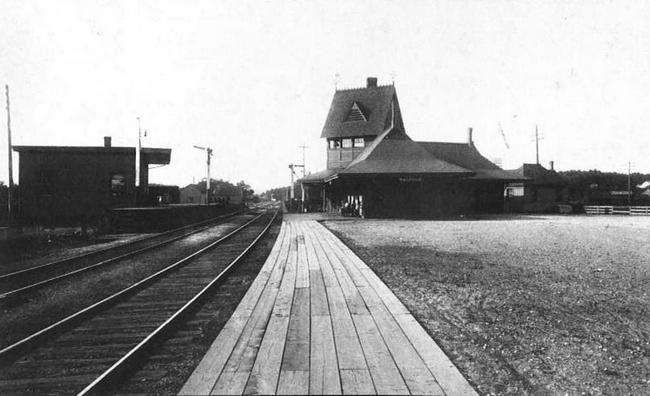
1900年時的聯合車站

1870年5月1日，曼斯菲尔德及弗雷明汉铁路開設由曼斯菲尔德經沃波爾前往弗雷明汉的路線。曼斯菲尔德及弗雷明汉铁路的沃波爾站設於兩條鐵路交界處的南邊，接近西街的位置。1879年，曼斯菲尔德及弗雷明汉铁路被老殖民地鐵路收購。
1881年至1882年間，沃波爾就興建聯合車站的事宜展開討論。其後聯合車站於1883年落成，設在交界處的東南方，設有兩條供火車拐彎用的路軌，控制塔則設在車站的中央位置。原車站大樓樓高3層，在1890年被焚燬。重建後的車站樓高2層。在交界處的附近亦設有貨倉、速遞間、速遞辦公室和第二幢控制塔。車站為維多利亞式建築，是亨利·霍布森·理查森在麻省設計的車站中，少數並非使用重石而用木材建造的車站之一。
老殖民地鐵路於1893年被紐哈芬鐵路收購，而和紐約及新英格蘭鐵路並在兩年後被收購。1933年，曼斯菲尔德及弗雷明汉铁路停止客運業務，但貨運業務仍繼續運作。

### 馬薩諸塞灣交通局年代

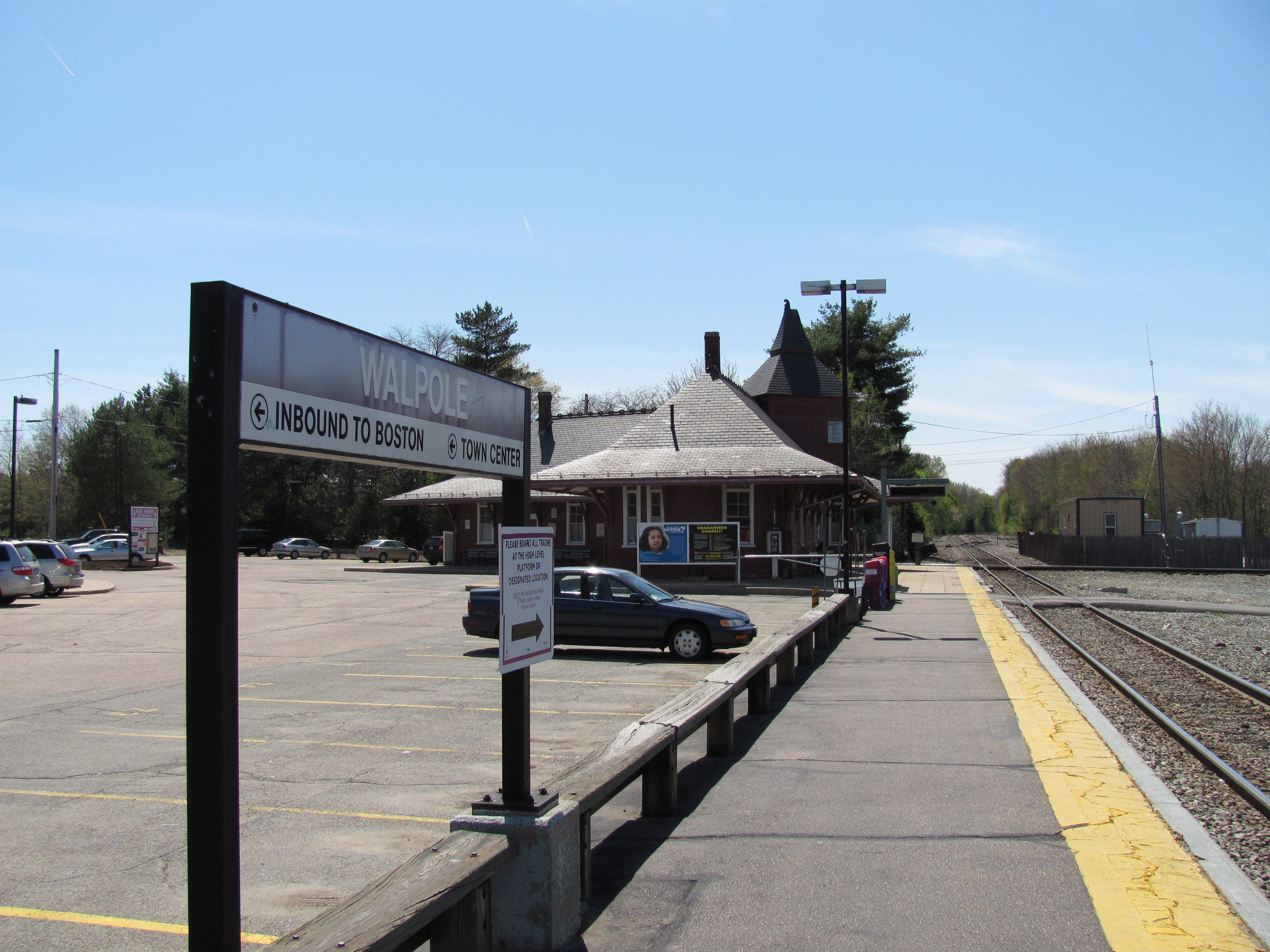
2010年沃波爾站弗蘭克林線月台

1966年4月24日，當時新成立的馬薩諸塞灣交通局設立弗蘭克林線通勤鐵路。沃波爾站在1980年代重建。1990年代，因應中央控制系統啟用，沃波爾站的控制塔停用。2004年6月3日，馬薩諸塞灣交通局斥資140萬美元在沃波爾站興建200個停車位，但最終有關停車位並沒有興建。
前老殖民地鐵路路線成為了聯合鐵路和CSX運輸的弗雷明漢支線。2015年，CSX運輸將該路段賣給麻省政府，並易名為弗雷明漢次線。1971年8月，波士頓愛國者遷入福克斯堡球场，馬薩諸塞灣交通局因此設立前往福克斯波罗站的有限度服務。負責行駛該路線的列車沿弗蘭克林線抵達沃波爾站後，會改經弗雷明漢次線前往福克斯波罗站，但該班次並不在沃波爾站停站。2010年，馬薩諸塞灣交通局研究設立往返福克斯波罗站的全日服務，其中包括設立穿梭列車往返沃波爾及福克斯波罗、延長费尔蒙线至沃波爾及福克斯波罗或混合上述兩項的方案。
車站內部大部份設計維持其本來面貌。2009年前曾有一間咖啡廳在車站的北翼營運。幾年後，另一家咖啡廳在北翼營業。售票處、候車室及洗手間亦設在北翼。南翼則為馬薩諸塞灣交通局辦事處和倉庫。
1990年代，車站曾被考慮列入《美國國家史蹟名錄》，但因市鎮官員擔心列入名錄後會影響將來車站的翻新、遷移和拆卸工程而被擱置。其後，沃波爾站獲得一家本地銀行支付保育顧問費用，並在2015年申請列入名錄。同年12月，麻省歷史委員會決定提名車站列入名錄。車站於2016年4月5日正式列入名錄。